# Office Space
Office Space és una pel·lícula estatunidenca dirigida per Mike Judge, estrenada el 1999.

## Argument
Peter és un quadre informàtic en una gran societat de programari (Initech) i la seva vida no és més que rutina: els embussos, el seu cap, la jornada en un cubícul, els informes inútils, etc. Amenaçat per dos consultors i el seu pla social, i després d'haver consultat un hipnotitzador que l'ha deixat totalment tranquil, elabora amb els seus amics i col·legues de treball Michael Bolton i Samir una engany per robar l'empresa amb l'ajuda d'un virus.

## Repartiment
- Ron Livingston: Peter Gibbons
- Jennifer Aniston: Joanna
- Ajay Naidu: Samir Nagheenanajar
- David Herman: Michael Bolton
- Gary Cole: Bill Lumbergh
- Stephen Root: Milton Waddams
- Richard Riehle: Tom Smykowski
- Alexandra Wentworth: Anne
- Joe Bays: Dom Portwood
- John C. McGinley: Bob Slydell
- Diedrich Bader: Lawrence
- Paul Willson: Bob Porter
- Kinna McInroe: Nina
- Todd Duffey: Bryan
- Greg Pitts: Drew
- Michael McShane: Dr. Swanson
- Linda Wakeman: Laura Smykowski
- Kyle Scott Jackson: Rob Newhouse